# Cyclolepis genistoides
Cyclolepis  es un género monotípico de plantas con flores pertenecientes a la familia de las asteráceas. Su única especie: Cyclolepis genistoides se encuentra en Argentina, Chile y Paraguay. Está amenazada por pérdida de hábitat.

## Características
Es una planta ginodioica, con ramas rígidas perpendiculares al tallo, las hojas enteras, los capítulos pedicelados, las flores son isomorfas: todas hermafroditas o todas femeninas, amarillentas, corola tubulosa gamopetala. Cipselas con papus amarillento.[cita requerida]

## Usos
- Rápidamente colorea el agua con una intensa tonalidad azul.[4]
- Se han demostrado efectos antiinflamatorios en personas[5]

## Taxonomía
Cyclolepis genistoides fue descrita por David Don y publicado en Philosophical magazine, or annals of chemistry, ... 11: 392. 1832.	
Sinonimia
- Gochnatia genistoides (D.Don) Hook. & Arn.	[7]

## Nombre común
- Matorro negro, palo azul, tusillo, tupís.